# 曲艺
曲艺，也称“说唱艺术”，是表演艺术中的一大门类。所有以口头语言的“说唱”方式进行表演的艺术形式，总称为“曲艺”，曲艺的基本特点是使用第三人称口吻，以口语“说唱”进行叙述。广义的“说唱艺术”包括全世界的众多艺术形式，如日本的落语、淨瑠璃、漫才，朝鲜半島的盘索里，美國的饒舌，還有英語世界的单口喜剧等，狭义的“曲艺”则多指中国的汉语曲艺形式。

## 分类
曲艺可以分为叙事类的“说书”、抒情类的“唱曲”、幽默喜剧类的“谐谑”三个类型，徒口讲说、演唱、说唱相间、似说似唱的“韵诵”四种表演方式。

### 说书

#### 徒口讲说
- 评书
- 评话
- 苏州评话
- 扬州评话
- 北京评书
- 浦东说书
- 湖北评书
- 四川评书

#### 说唱相间
- 苏州弹词
- 木板大鼓
- 湖南渔鼓
- 山东琴书

#### 韵诵
- 山东快书
- 快板书

### 唱曲

#### 鼓曲
使用一定板腔
- 西河大鼓
- 京韵大鼓
- 梅花大鼓
- 京东大鼓

#### 牌子曲
采用一定曲牌，包括民间小曲，填词叙唱
- 单弦牌子曲
- 大调曲子
- 湖北小曲

板腔、曲牌、民间小曲混用
- 粤曲
- 伬艺
- 锦歌（唸歌仔）
- 二人转

### 谐谑
- 相声
- 好来宝
- 数来宝
- 答嘴鼓
- 说鼓子
- 金钱板
- 独脚戏

## 保护情况

### 中國大陸
现已有四批127类曲艺成为中国国家级非物质文化遗产。

### 臺灣
獲中華民國政府登錄為無形文化資產的說唱類項目包括相聲、唸歌、客家山歌、泰雅族Lmuhuw吟唱等。

## 相关组织、杂志、论著
- 中国曲艺家协会
- 《曲艺》（月刊，中国曲艺家协会主办，曲艺杂志社编辑）[7]
- 《.   [2015-06-15]. （原始内容存档于2021-07-26）.》（侯宝林、汪景寿、薛宝琨著，北京大学出版社，1980）[8]